# Eugenia cararensis
Eugenia cararensis är en myrtenväxtart som beskrevs av Barrie och Q.Jiménez. Eugenia cararensis ingår i släktet Eugenia och familjen myrtenväxter.
Artens utbredningsområde är Costa Rica. Inga underarter finns listade i Catalogue of Life.